# District de Braga
Pour les articles homonymes, voir Braga (homonymie).
Le district de Braga est un district du Portugal.
Sa superficie est de 2 704,23 km2, ce qui en fait le 16e du pays pour ce qui est de la superficie. Sa population est de 851 337 habitants (2004).
Sa capitale est la ville éponyme de Braga.

## Composition du district
Le district de Braga comprend 14 municipalités :

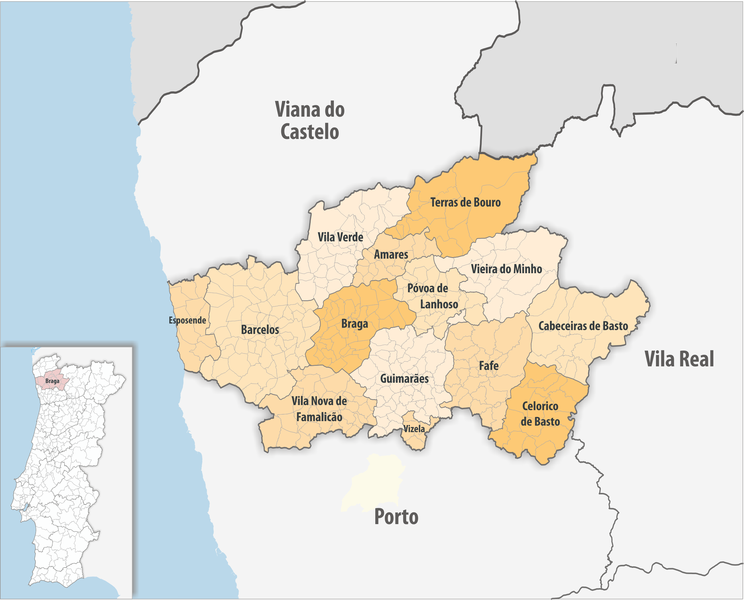
District de Braga

| Nom de la municipalité | Superficie km² | Population (2004) | Densité hab./km² |
| ---------------------- | -------------- | ----------------- | ---------------- |
| Amares                 | +0081,86       | +019 290,         | +0235,65         |
| Barcelos               | +0378,7        | +123 831,         | +0326,99         |
| Braga                  | +0183,51       | +170 858,         | +0931,1          |
| Cabeceiras de Basto    | +0240,88       | +017 775,         | +0073,79         |
| Celorico de Basto      | +0181,1        | +020 128,         | +0111,14         |
| Esposende              | +0095,18       | +034 625,         | +0363,78         |
| Fafe                   | +0218,87       | +053 528,         | +0244,57         |
| Guimarães              | +0242,85       | +161 876,         | +0666,57         |
| Póvoa de Lanhoso       | +0131,99       | +023 657,         | +0179,23         |
| Terras de Bouro        | +0276,17       | +007 955,         | +0028,8          |
| Vieira do Minho        | +0220,15       | +014 474,         | +0065,75         |
| Vila Nova de Famalicão | +0201,85       | +131 690,         | +0652,42         |
| Vila Verde             | +0227,2        | +048 122,         | +0211,8          |
| Vizela                 | +0023,92       | +023 528,         | +0963,61         |
| ~ Ensemble ~           | +2 704,23      | +851 337,         | +0314,82         |

## Région et sous-régions statistiques
En matière statistique, toutes les municipalités du district sont, par ailleurs, rattachées à la région Nord et, au sein de celle-ci :
- à la sous-région du Cávado :
Amares, Barcelos, Braga, Esposende, Terras de Bouro et Vila Verde,
- à la sous-région de l'Ave : 
Celorico de Basto, Fafe, Guimarães, Póvoa de Lanhoso, Vieira do Minho, Vila Nova de Famalicão et Vizela